# PChome商店街

PChome商店街標誌

PChome商店街的前身是PChome Online網路家庭所成立的開店事業部，2010年4月分割設立，主要專注於商店街之網路開店平台服務業務。成立至今已有超過10萬家的中小企業進駐開店，平台陳列商品數目前則超過2億個。
PChome商店街旗下的個人賣場現為台灣物件量最大的免費行動C2C賣場，自2017年轉型推出後，成功吸引大量年輕社群進駐，並於同年7月正式宣布行動拍賣APP服務上線。
更曾推出業界首創「無敵折扣券」，不限制單一帳號的使用次數，讓買家只要購買金額到達即可馬上折抵，引起社群媒體高度關注。

## 歷史
2017年7月 商店街個人賣場行動拍賣APP服務上線，並同步推出即時通訊軟體「私訊」功能，快速串接社群商務服務。
2017年8月 推出不限金額、不限次數超商取貨免運費服務，更是引發網友大量跳槽、業績翻倍成長。
2017年9月 推出「無敵折扣券一日快閃活動」，為業界首創不限帳號及使用次數，成功吸引網友大量湧入索取折扣券。
2017年10月 與全家便利商店合作，讓超商取貨再添生力軍。
2017年在雙11、雙12兩檔期中，一舉超越同業，更改寫台灣電商超商取貨件新紀錄。
2018年5月 商店街市集宣布因台灣法規對募資有諸多限制，決定股票下櫃並同步啟動海外市場發展計畫，最快明年海外IPO。